# Josua Hasenclever
Josua Hasenclever (* 30. April 1783 in Ehringhausen; † 15. März 1853 ebenda) war ein deutscher Kaufmann und Politiker.

## Familie
Hasenclever war der Sohn des Gründers des Handelshauses „Joh. Bernh. H. & Söhne“ Johann Bernhard Hasenclever (* 1731 in Remscheid-Ehringhausen; † 13. Juni 1806 ebenda) und dessen Ehefrau Johanna Christine Alexandrine geborene Mähler (* 13. Juni 1747; † 9. März 1841 in Remscheid-Ehringshausen). Er war lutherischer Konfession und heiratete am 24. April 1808 in Frankfurt am Main Gertrude Luise Hasenclever (* 1781 in Frankfurt am Main; † 16. November 1865 in Ehringshausen), die Tochter des Johann Gottfried Hasenclever und der Anna Krafft. Aus der Ehe gingen zwei Söhne und drei Töchter hervor. Richard, Ernst und Georg Hasenclever waren Neffen, Adolf Hasenclever ein Urenkel.

## Leben
Hasenclever besuchte die Volksschule in Ehringhausen und erhielt Hausunterricht. Von 1799 bis 1800 besuchte er das Franckesche Pädagogium in Halle. Von 1800 bis 1808 war er Lehrling im Ausfuhrgeschäft des Vaters, 1806 wurde er Teilhaber. Durch Geschäftsreisen nach Frankreich und England erweiterte er seine Erfahrungen. 1821 beteiligte er sich maßgebend an der Gründung der „Rheinisch-Westindischen Kompagnie“. 1830 begründete Hasenclevers Firma in Rio de Janeiro eine eigene Filiale, die Bestand hatte. Er war Mitinhaber der „Gußwarenfabrik von Hasenclever, Burlage & Comp.“. Er war Präses des Remscheider Handelsvorstands.

## Politik
Hasenclever stand zunächst dem rheinischen Liberalismus nahe, vertrat besonders seit 1848 aber auch konservative Züge. Er war Mitglied der Deputation, die im Juni 1815 dem neuen Landesherrn, König Friedrich Wilhelm III., huldigte. Er war auch Teilnehmer der Verhandlungen der vereinigten Provinzialausschüsse, die 1822 in Berlin stattfanden. Nachdem 1826 der Provinziallandtag der Rheinprovinz eingerichtet worden war, wurde er 1826 als stellvertretendes Mitglied und 1841 als Abgeordneter gewählt und nahm an den Provinziallandtagen 1826 (als Stellvertreter) und 1841 bis 1845 teil.
Am 17./18. Oktober 1833 besuchte der Kronprinz Friedrich Wilhelm IV. Hasenclever in Ehringhausen.
Hasenclever war nach 1811 mehrfach Kirchmeister und Mitglied des Gemeinderates.

## Auszeichnungen
- Königlich preußischer Kommerzienrat (1834)
- Roter Adlerorden 4. Klasse (1840)